# دوغلاس (أوكلاهوما)
دوغلاس (بالإنجليزية: Douglas, Oklahoma)‏ هي بلدة أمريكية تقع في الولايات المتحدة في مقاطعة غارفيلد، أوكلاهوما. يقدر عدد سكانها بـ 32 نسمة ومساحتها 0.4 كم2 و وترتفع عن سطح البحر 348 متر.